# Henckelia
Henckelia es un género de plantas fanerógamas perteneciente a la familia Gesneriaceae. Comprende 313 especies descritas y de estas, solo 69 aceptadas.
Se encuentra en la India, Sri Lanka, Sumatra, Tailandia, Península malaya, Borneo, Filipinas, Sulawesi y Nueva Guinea. 

## Descripción
Son herbáceas perennifolias, o subarbustos leñosos. Tallos erectos, ascendentes o decumbentes. Las hojas opuestas o alternas, con peciolo corto o largo, lámina muy variable, desde suborbicular, a ovada o lanceolada, usualmente peludas. Las inflorescencias axilares, pedunculadas, con una simple flor o en cimas con muchas flores a pares.  Corola con varias formas y colores, a menudo infundibuliforme, raramente campanulada. El fruto es una cápsula con numerosas semillas. El número de cromosomas es de : 2n = 18, 36.

## Taxonomía
El género fue descrito por Curt Polycarp Joachim Sprengel y publicado en Anleitung zur Kenntniss der Gewachse 2(1): 402. 1817.
Etimología
Henckelia: nombre genérico que fue otorgado en honor de F.V.Henckel von Donnersmark (1785-1861) administrador alemán y apasionado botánico amateur. 

## Algunas especies
- Henckelia browniana A.Weber
- Henckelia flava (Ridl.) A.Weber
- Henckelia hispida (Ridl.) A.Weber
- Henckelia inaequalis (Ridl.) A.Weber
- Henckelia incana (Vahl) Spreng.
- Henckelia platypus (C.B.Clarke) A.Weber
- Henckelia rugosa (Ridl.) A.Weber